# KV Kortrijk
Koninklijke Voetbalclub Kortrijk je belgijski nogometni klub iz Kortrijka. Natječe se u Belgijskoj prvoj diviziji A, u najjačem razredu belgijskog nogometa. Klub je osnovan 1901. godine kao SC Courtraisien, a od 1971. godine nose sadašnje ime. Domaće utakmice igra na Guldensporen Stadionu, koji može primiti 9399 gledatelja, a stadion je dobio ime po Bitci zlatnih mamuza koja se odvila u Kortrijku 1302. godine.

## Vanjske poveznice
- Službene stranice